# Conrad Felixmüller
Conrad Felixmüller (Dresden, 21 mei 1897 - Berlijn, 24 maart 1977) was een Duitse expressionistische kunstschilder. Hij heette eigenlijk Conrad Felix Müller, maar nam op advies van een kunsthandelaar een meer opvallende naam aan. 
Oorspronkelijk volgde Felixmüller lessen aan de Dresdener kunstnijverheidsschool (Kunstgewerbeschule), om ten slotte aan de Akademie der Bildenden Künste terecht te komen. Hij werd in 1917 opgenomen in de Expressionistische Arbeitsgemeinschaft van Dresden.
In 1919 hoorde hij tot de rebellerende oprichters van de Dresdener Secession en trad hij toe tot de Novembergruppe.  
Onder het naziregime werd zijn werk als Entartete Kunst veroordeeld. 151 van zijn stukken werden uit musea weggehaald en in beslag genomen. In 1937 ging hij in Berlijn en werken. Hij verloor echter zijn atelier in een bombardement.
Na de oorlog, in 1949, werd Felixmüller docent aan de Oost-Duitse Universiteit van Halle.
Hij werd tijdens zijn kunstenaarsloopbaan bekroond met een paar in het oog springende erkenningen: in 1920 haalde hij de Saksische Staatsprijs en in 1974 werd hem de gouden medaille voor grafiek toegekend op de Biënnale van Florence.
In 1967 ging hij in West-Berlijn wonen, waar hij zich verder aan zijn realistisch-expressionistische stijl ging wijden.